# 2008年北京オリンピックのレスリング競技

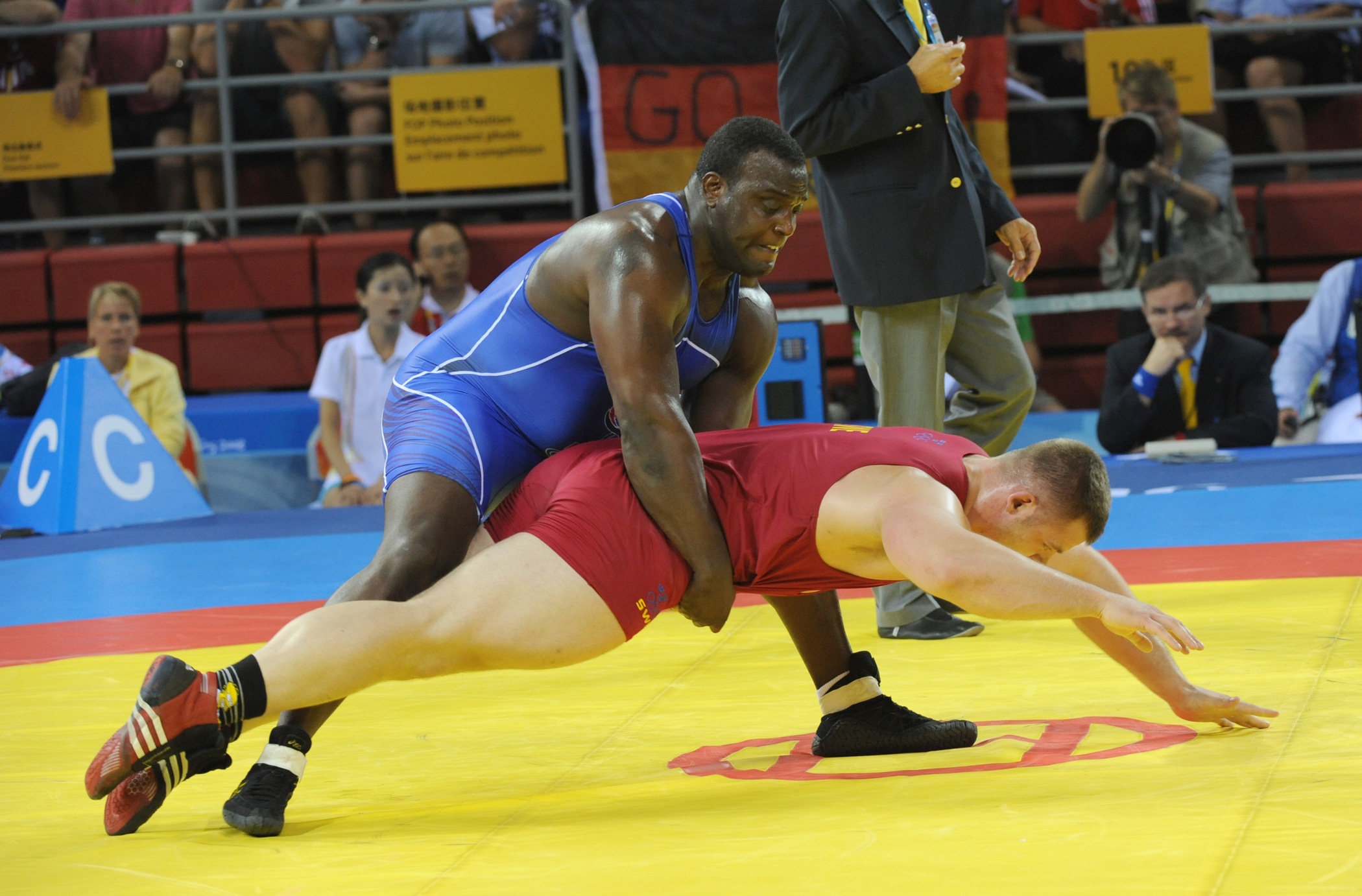

2008年北京オリンピックのレスリング競技（2008ねんペキンオリンピックのレスリングきょうぎ）は、中国農業大学体育館で2008年8月12日から8月21日までの競技日程で実施された。

## 概要
男子は、グレコローマンスタイルおよびフリースタイルともに7種目、女子はフリースタイル4種目で争われた。

## 実施種目・日程

### 男子
- グレコローマンスタイル55kg級（8月12日）
- グレコローマンスタイル60kg級（8月12日）
- グレコローマンスタイル66kg級（8月13日）
- グレコローマンスタイル74kg級（8月13日）
- グレコローマンスタイル84kg級（8月14日）
- グレコローマンスタイル96kg級（8月14日）
- グレコローマンスタイル120kg級（8月14日）
- フリースタイル55kg級（8月19日）
- フリースタイル60kg級（8月19日）
- フリースタイル66kg級（8月20日）
- フリースタイル74kg級（8月20日）
- フリースタイル84kg級（8月21日）
- フリースタイル96kg級（8月21日）
- フリースタイル120kg級（8月21日）

### 女子
- フリースタイル48kg級（8月16日）
- フリースタイル55kg級（8月16日）
- フリースタイル63kg級（8月17日）
- フリースタイル72kg級（8月17日）

## 競技結果

### 男子

#### フリースタイル
| 階級    | 金                                        | 銀                                        | 銅                                          |
| ------- | ----------------------------------------- | ----------------------------------------- | ------------------------------------------- |
| 55kg級  | ヘンリー・セジュード アメリカ合衆国 (USA) | 松永共広 日本 (JPN)                       | ベシク・クドゥホフ ロシア (RUS)             |
| 55kg級  | ヘンリー・セジュード アメリカ合衆国 (USA) | 松永共広 日本 (JPN)                       | ラドスラフ・ベリコフ ブルガリア (BUL)       |
| 60kg級  | マブレット・バチロフ ロシア (RUS)         | 湯元健一 日本 (JPN)                       | セヤドモラード・モハンマディ イラン (IRI)   |
| 60kg級  | マブレット・バチロフ ロシア (RUS)         | 湯元健一 日本 (JPN)                       | バザル・バザルグルエフ キルギス (KGZ)       |
| 66kg級  | ラマザン・シャヒン トルコ (TUR)           | アンドレイ・スタドニク ウクライナ (UKR)   | オタル・トゥシシビリ グルジア (GEO)         |
| 66kg級  | ラマザン・シャヒン トルコ (TUR)           | アンドレイ・スタドニク ウクライナ (UKR)   | スシル・クマール インド (IND)               |
| 74kg級  | ブバイサ・サイティエフ ロシア (RUS)       | ムラト・ガイダロフ ベラルーシ (BLR)       | キリル・テルジエフ ブルガリア (BUL)         |
| 74kg級  | ブバイサ・サイティエフ ロシア (RUS)       | ムラト・ガイダロフ ベラルーシ (BLR)       | ゲオルギツァ・シュテファン ルーマニア (ROU) |
| 84kg級  | レバス・ミンドラシビリ グルジア (GEO)     | ユスプ・アブドサロモフ タジキスタン (TJK) | タラス・デンコ ウクライナ (UKR)             |
| 84kg級  | レバス・ミンドラシビリ グルジア (GEO)     | ユスプ・アブドサロモフ タジキスタン (TJK) | グレゴリー・ケトエフ ロシア (RUS)           |
| 96kg級  | シルバニ・ムラドフ ロシア (RUS)           | ゲオルギ・ゴグチェリーゼ グルジア (GEO)   | ヘタグ・ガジュモフ アゼルバイジャン (AZE)   |
| 96kg級  | シルバニ・ムラドフ ロシア (RUS)           | ゲオルギ・ゴグチェリーゼ グルジア (GEO)   | マイケル・バティスタ キューバ (CUB)         |
| 120kg級 | バフティヤル・アフメドフ ロシア (RUS)     | ダビッド・ムスルベス スロバキア (SVK)     | ディズニー・ロドリゲス キューバ (CUB)       |
| 120kg級 | バフティヤル・アフメドフ ロシア (RUS)     | ダビッド・ムスルベス スロバキア (SVK)     | マリド・ムタリモフ カザフスタン (KAZ)       |

#### グレコローマンスタイル
| 階級    | 金                                        | 銀                                            | 銅                                      |
| ------- | ----------------------------------------- | --------------------------------------------- | --------------------------------------- |
| 55kg級  | ナズリュ・マンキエフ ロシア (RUS)         | ロフシャン・バイラモフ アゼルバイジャン (AZE) | ロマン・アモヤン アルメニア (ARM)       |
| 55kg級  | ナズリュ・マンキエフ ロシア (RUS)         | ロフシャン・バイラモフ アゼルバイジャン (AZE) | 朴殷哲 韓国 (KOR)                       |
| 60kg級  | イスラム・アルビエフ ロシア (RUS)         | ヌルバキト・テニスバエフ カザフスタン (KAZ)   | 盛江 中国 (CHN)                         |
| 60kg級  | イスラム・アルビエフ ロシア (RUS)         | ヌルバキト・テニスバエフ カザフスタン (KAZ)   | ルスラン・チウメンバエフ キルギス (KGZ) |
| 66kg級  | スティーブ・ゲノ フランス (FRA)           | カナトベク・バガリエフ キルギス (KGZ)         | アルメン・ワルダニャン ウクライナ (UKR) |
| 66kg級  | スティーブ・ゲノ フランス (FRA)           | カナトベク・バガリエフ キルギス (KGZ)         | ミハイル・シャミョナウ ベラルーシ (BLR) |
| 74kg級  | マヌシャル・クリルクベリア グルジア (GEO) | 常永祥 中国 (CHN)                             | クリストフ・ゲノ フランス (FRA)         |
| 74kg級  | マヌシャル・クリルクベリア グルジア (GEO) | 常永祥 中国 (CHN)                             | ヤボル・ヤナキエフ ブルガリア (BUL)     |
| 84kg級  | アンドレア・ミングッツィ イタリア (ITA)   | フォドル・ゾルタン ハンガリー (HUN)           | ナズミ・アブルカ トルコ (TUR)           |
| 84kg級  | アンドレア・ミングッツィ イタリア (ITA)   | フォドル・ゾルタン ハンガリー (HUN)           | 失格                                    |
| 96kg級  | アスランベク・フシュトフ ロシア (RUS)     | ミルコ・エングリッヒ ドイツ (GER)             | マレク・シュベツ チェコ (CZE)           |
| 96kg級  | アスランベク・フシュトフ ロシア (RUS)     | ミルコ・エングリッヒ ドイツ (GER)             | アダム・ウィーラー アメリカ合衆国 (USA) |
| 120kg級 | ミハイン・ロペス キューバ (CUB)           | ミンガウダス・ミズガイティス リトアニア (LTU) | ヤニック・シュチョパニア フランス (FRA) |
| 120kg級 | ミハイン・ロペス キューバ (CUB)           | ミンガウダス・ミズガイティス リトアニア (LTU) | ユーリ・パトリケフ アルメニア (ARM)     |

### 女子

#### フリースタイル
| 階級   | 金                            | 銀                                  | 銅                                              |
| ------ | ----------------------------- | ----------------------------------- | ----------------------------------------------- |
| 48kg級 | キャロル・ハイン カナダ (CAN) | 伊調千春 日本 (JPN)                 | マリア・スタドニク アゼルバイジャン (AZE)       |
| 48kg級 | キャロル・ハイン カナダ (CAN) | 伊調千春 日本 (JPN)                 | イリーナ・メルレニ ウクライナ (UKR)             |
| 55kg級 | 吉田沙保里 日本 (JPN)         | 許莉 中国 (CHN)                     | トーニャ・バービーク カナダ (CAN)               |
| 55kg級 | 吉田沙保里 日本 (JPN)         | 許莉 中国 (CHN)                     | ハケリン・レンテリア コロンビア (COL)           |
| 63kg級 | 伊調馨 日本 (JPN)             | アレーナ・カルタショワ ロシア (RUS) | エレーナ・シャリギナ カザフスタン (KAZ)         |
| 63kg級 | 伊調馨 日本 (JPN)             | アレーナ・カルタショワ ロシア (RUS) | ランディ・ミラー アメリカ合衆国 (USA)           |
| 72kg級 | 王嬌 中国 (CHN)               | スタンカ・ズラテバ ブルガリア (BUL) | 浜口京子 日本 (JPN)                             |
| 72kg級 | 王嬌 中国 (CHN)               | スタンカ・ズラテバ ブルガリア (BUL) | アグニエシュカ・ウェシュチェク ポーランド (POL) |

## 国・地域別のメダル獲得数
| 順   | 国・地域               | 金 | 銀 | 銅 | 計 |
| ---- | ---------------------- | -- | -- | -- | -- |
| 1    | ロシア (RUS)           | 6  | 3  | 2  | 11 |
| 2    | 日本 (JPN)             | 2  | 2  | 2  | 6  |
| 3    | グルジア (GEO)         | 2  | 0  | 2  | 4  |
| 4    | 中国 (CHN)             | 1  | 2  | 0  | 3  |
| 5    | ウズベキスタン (UZB)   | 1  | 1  | 0  | 2  |
| 6    | アメリカ合衆国 (USA)   | 1  | 0  | 2  | 3  |
| 7    | カナダ (CAN)           | 1  | 0  | 1  | 2  |
| 7    | フランス (FRA)         | 1  | 0  | 1  | 2  |
| 7    | トルコ (TUR)           | 1  | 0  | 1  | 2  |
| 10   | キューバ (CUB)         | 1  | 0  | 0  | 1  |
| 10   | イタリア (ITA)         | 1  | 0  | 0  | 1  |
| 12   | ウクライナ (UKR)       | 0  | 2  | 3  | 5  |
| 13   | アゼルバイジャン (AZE) | 0  | 2  | 2  | 4  |
| 14   | カザフスタン (KAZ)     | 0  | 1  | 4  | 5  |
| 15   | ブルガリア (BUL)       | 0  | 1  | 3  | 4  |
| 16   | キルギス (KGZ)         | 0  | 1  | 1  | 2  |
| 17   | ドイツ (GER)           | 0  | 1  | 0  | 1  |
| 17   | ハンガリー (HUN)       | 0  | 1  | 0  | 1  |
| 17   | タジキスタン (TJK)     | 0  | 1  | 0  | 1  |
| 20   | アルメニア (ARM)       | 0  | 0  | 2  | 2  |
| 20   | ベラルーシ (BLR)       | 0  | 0  | 2  | 2  |
| 22   | コロンビア (COL)       | 0  | 0  | 1  | 1  |
| 22   | 韓国 (KOR)             | 0  | 0  | 1  | 1  |
| 22   | リトアニア (LTU)       | 0  | 0  | 1  | 1  |
| 22   | ポーランド (POL)       | 0  | 0  | 1  | 1  |
| 22   | イラン (IRI)           | 0  | 0  | 1  | 1  |
| 22   | インド (IND)           | 0  | 0  | 1  | 1  |
| 22   | スロバキア (SVK)       | 0  | 0  | 1  | 1  |
| 合計 | 合計                   | 18 | 18 | 35 | 71 |